# Army of the Pharaohs
Army of the Pharaohs — хип-хоп группа из США.

## История
Первоначальный состав группы был образован Jedi Mind Tricks в конце 90-х гг и включал пять МС: Vinnie Paz, Chief Kamachi, Esoteric, Virtuoso и Bahamadia. В этом составе группа выпустила сингл под названием «The 5 Perfect Exertions EP», а затем распалась. В 2005 году Paz собирает вместе Esoteric и Kamachi, а также ещё несколько новых участников, и в итоге они выпускают в 2006 году новый альбом под названием «The Torture Papers». С самого начала Paz намеревался собрать в одной группе самые громкие имена east-coast андеграунд сцены, нечто подобное Wu-Tang Clan.
Большую часть продюсирования альбома взяли на себя 7L со своими компаньонами и Shuko — набирающий популярность бит-мэйкер немецкой андеграундной сцены.
В интернете также можно встретить бутлег под названием «The Bonus Papers» — это прямое продолжение альбома, на котором содержатся композиции не вошедшие в альбом.

## Дискография
- The 5 Perfect Exertions (2000, EP)
- The Torture Papers (2006)
- Ritual of Battle (2007)
- The Unholy Terror (2010)
- In Death Reborn (2014)
- Heavy Lies The Crown (2014)